# Nurobod (Bezirk)

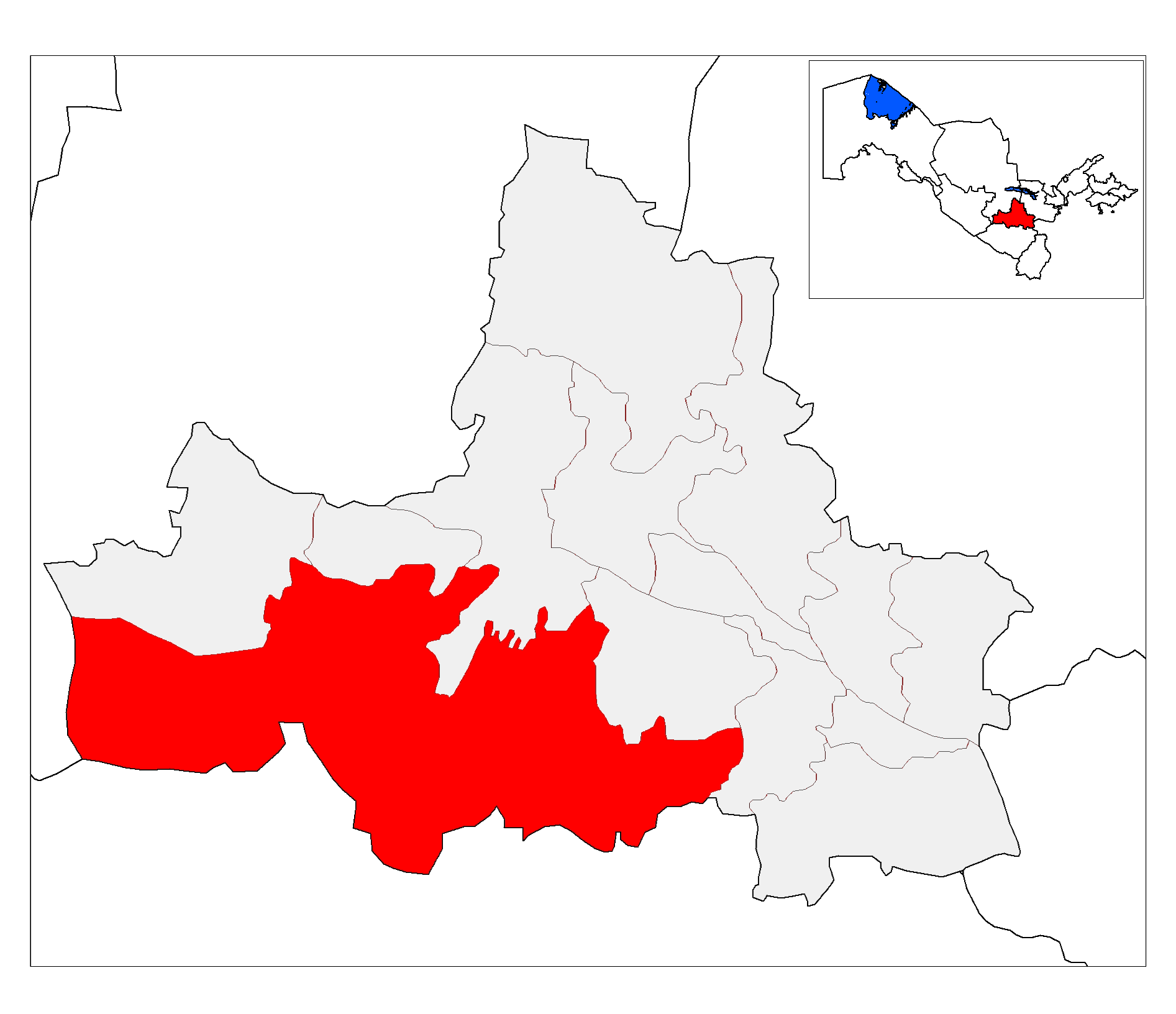
Lage des Bezirks in der Viloyat Samarqand

Der Bezirk Nurobod ist ein Bezirk in der usbekischen Viloyat Samarqand. Die Hauptstadt ist die Stadt Nurobod. Der Bezirk ist 4860 km2 groß und hat 152.700 Einwohner (Schätzung 2021).

## Gliederung
Der Bezirk ist in 7 Landgemeinden, eine Stadt (Nurobod) und eine Siedlung städtischen Typs untergliedert. Die Siedlung städtischen Typs ist Nurboloq. Die 9 Landgemeinden sind:
- Jom
- Jarquduq
- Nurbuloq
- Tim
- Sazogʻon
- Ulus
- Tutli